# 그레이스몬트 (마이크로아키텍처)
그레이스몬트(Gracemont)는 인텔이 만든 단일 칩 시스템(SoC)에 사용되는 저전력 프로세서용 마이크로아키텍처로 트레몬트의 후속 제품이다. 이전 제품과 마찬가지로 앨더레이크, 랩터레이크 및 랩터레이크 리프레시 프로세서의 하이브리드 설계에서 저전력 코어로도 구현된다.

## 디자인
그레이스몬트는 인텔 7 제조 공정을 기반으로 구축된 4세대 비순차적 저전력 아톰 마이크로아키텍처이다.
그레이스몬트 마이크로아키텍처는 트레몬트에 비해 다음과 같은 향상된 기능을 제공한다.
- 코어당 레벨 1 캐시:
  - 8방향 연관 64KB 명령 캐시
  - 8방향 연관 32KB 데이터 캐시
- 새로운 주문형 명령어 길이 디코더
- 명령 문제가 클록당 4개에서 5개로 증가했다.
- 명령어 폐기가 클럭당 8개로 증가했다(7개에서).
- 실행 포트(기능 단위)는 이제 17개(8개에서)이다.
- 재정렬 버퍼가 208개에서 256개 항목으로 증가했다.
- 향상된 분기 예측
- AVX, AVX2, FMA3 및 AVX-VNNI 명령 지원[4]

## 같이 보기
- 인텔 CPU 마이크로아키텍처 목록